# Kathiê Librelato
Kathiê Goulart Librelato (ur. 27 lipca 1998) – brazylijska szachistka, mistrzyni międzynarodowa od 2018 roku.

## Kariera szachowa
Trzykrotnie reprezentowała Brazylię w olimpiadzie szachowej w 2016, 2018 i 2022 roku. Była wicemistrzynią 15. uniwersyteckich mistrzostw świata w szachach, które odbyły się w 2018 roku w Aracaju. W 2023 roku została mistrzynią Brazylii w szachach błyskawicznych oraz szybkich.
Najwyższy ranking w dotychczasowej karierze osiągnęła 1 sierpnia 2022 roku, z wynikiem 2260 punktów.